# Муні Бавенді
Муні Габріель Бавенді (15 березня 1961 , Париж, Франція ) — американський хімік французького та туніського походження. 

Народився у Парижі в 1961 році в сім'ї Елен Бавенді і Мохаммеда Салаха Бавенді. 
На початок 2020-х обіймає посаду професора Лестера Вульфа у Массачусетському технологічному інституті. 

Бавенді є одним з провідних фахівців з дослідження колоїдних квантових точок і одним з найбільш цитованих хіміків останнього десятиліття.
В 1982 році здобув ступінь бакалавра наук у Гарвардському університеті
 
В 1988 році здобув ступінь доктора філософії з хімії у Чиказькому університеті працюючи з Карлом Ф. Фрідом і Такеші Ока. 

Спільно з Луїсом Брюсом та Олексієм Єкімовим — лауреат Нобелівської премії з хімії 2023 року.

## Дослідницька група
Дослідницька група Бавенді 

значною мірою зосереджена на вивченні колоїдних напівпровідникових квантових точок та органічних флуорофорів. 
В 1993 році група повідомила про метод швидкої ін'єкції, що зараз є найширше використовуваним методом у синтезі квантових точок. 

Пізніші дослідження були зосереджені на спектроскопічному вивченні квантових точок 

і лазерів, 

в той час як останній прогрес вирішив багато проблем у синтезі, 

біологічному застосуванні наноматеріалів

та дослідженні сонячних елементів. 
 
Крім того, Бавенді цікавиться спектроскопією одиничних квантових точок за допомогою детектування одиничних молекул. 

## Нагороди та визнання
- 1994: Стипендія Слоуна[en][24];
- 1998: премія Кобленца[25] ;
- 2001: Премія Секлера[en][26];
- 2002: член Американської асоціації з розвитку наук[27] ;
- 2004: член Американської академії мистецтв і наук[28];
- 2006: премія Ернеста Орландо Лоуренса[29];
- 2007: член Національної академії наук США[30];
- 2010: премія ACS з колоїдної хімії[31];
- 2011: премія SEMI за дослідження квантових точок[32];
- 2016: World Technology Award[ru](категорія «Навколишнє середовище», разом із Махером Дамаком)[33].
- 2020: Clarivate Citation Laureates[34]

## Доробок
- (en) Moungi G. Bawendi, Michael L. Steigerwald et Louis E. Brus, « The quantum mechanics of larger semiconductor clusters ("quantum dots") », Annual Review of Physical Chemistry, vol. 41, no 1, 1990, p. 477-496 (ISSN 0066-426X).
- (en) Christopher B. Murray, David J. Norris et Moungi G. Bawendi, « Synthesis and characterization of nearly monodisperse CdE (E=sulfur, selenium, tellurium) semiconductor nanocrystallites », Journal of the American Chemical Society, vol. 115, no 19, 1993, p. 8706-8715 (ISSN 0002-7863).
- (en) Christopher B. Murray, Cherie R. Kagan (en) et Moungi G. Bawendi, « Self-organization of CdSe nanocrystallites into three-dimensional quantum dot superlattices », Science, vol. 270, no 5240, 1995, p. 1335-1338 (ISSN 0036-8075).
- (en) Bashir O. Dabbousi, Moungi G. Bawendi, Osamu Onitsuka et Michael F. Rubner, « Electroluminescence from CdSe quantum‐dot/polymer composites », Applied Physics Letters, vol. 66, no 11, 1995, p. 1316-1318 (ISSN 0003-6951).
- (en) Manoj Nirmal, Bashir O. Dabbousi, Moungi G. Bawendi, John J. Macklin, Jay K. Trautman, Tim D. Harris et Louis E. Brus, « Fluorescence intermittency in single cadmium selenide nanocrystals », Nature, vol. 383, no 6603, 1996, p. 802-804 (ISSN 0028-0836).
- (en) Christopher B. Murray, Cherie R. Kagan (en) et Moungi G. Bawendi, « Synthesis and characterization of monodisperse nanocrystals and close-packed nanocrystal assemblies », Annual Review of Materials Science, vol. 30, no 1, 2000, p. 545-610 (ISSN 0084-6600).
- (en) Seth Coe, Wing-Keung Woo, Moungi G. Bawendi et Vladimir Bulović, « Electroluminescence from single monolayers of nanocrystals in molecular organic devices », Nature, vol. 420, no 6917, 2002, p. 800-803 (ISSN 0028-0836).
- (en) Yasuhiro Shirasaki, Geoffrey J. Supran, Moungi G. Bawendi et Vladimir Bulović, « Emergence of colloidal quantum-dot light-emitting technologies », Nature Photonics, vol. 7, no 1, 2013, p. 13-23 (ISSN 1749-4885).